# Fiezel
Fiezel ist ein Fluss im Norden Rumäniens im Kreis Bistrița-Năsăud.
Er entspringt im Țibleș-Gebirge und mündet 2800 Meter oberhalb des Ortszentrum von  Telciu in die Sălăuța. Nach dem Fluss ist eine Haltestelle an der Bahnstrecke Salva–Vișeu de Jos benannt.